# Подготовленное фортепиано
Подготовленное фортепиано (или препарированное фортепиано) — фортепиано, звук которого создаётся с помощью различных предметов, которые помещаются на или между струнами или же на молоточки; в результате фортепианное звучание совмещается с перкуссионным, создавая особый неповторимый звук. Идея изменить тембр инструмента с помощью помещения различных объектов в дальнейшем была использована и в других инструментах — например, препарированная гитара.
Изобретателем подготовленного фортепиано и человеком, который утвердил этот термин в музыкальном мире, стал Джон Кейдж. В качестве своих предшественников он называл Генри Коуэлла и Эрика Сати; последний ещё в 1913 году исполнял на подготовленном фортепиано свои «шесть крошечных танцев» к пьесе собственного сочинения «Ловушка Медузы».
В эпоху немого кино подготовленное фортепиано часто использовалось для музыкального сопровождения при показе фильмов.
Подготовленное фортепиано также нашло своё применение в различных направлениях популярной экспериментальной музыки — так, оно звучит в песне The Velvet Underground «All Tomorrow's Parties», в альбоме Дэвида Боуи Lodger и в альбоме Аквариума Табу.

## Историческое происхождение
Кейдж часто ссылался на Генри Коуэлла как на главного вдохновителя для подготовленного фортепиано.  Коуэлл был пионером расширенных фортепианных техник для того, что он назвал « струнным фортепиано »

## Джон Кейдж
Создание подготовленного фортепиано обычно приписывают к Джону Кейджу. Впервые препарированное фортепиано у музыканта появилась в произведении «Вакханалии», когда ему поручили дописать музыку для танца Сивиллы Форт. Ранее Кейдж писал музыку для ансамбля ударных инструментов ,но в зале, где должен был быть поставлен танец Сивиллы Форт, не было места для группы ударных инструментов. Единственным доступным инструментом был один рояль. После некоторых размышлений Кейдж сказал, что он понял, что можно «вложить в руки одного пианиста эквивалент целого оркестра ударных инструментов... С одним музыкантом вы действительно можете делать неограниченное количество вещей внутри фортепиано, если у вас есть в вашем распоряжении взорванная клавиатура»